# Blechnum giganteum
Blechnum giganteum là một loài thực vật có mạch trong họ Blechnaceae. Loài này được (Kaulf.) Schltdl. mô tả khoa học đầu tiên năm 1827.